# Ефремов, Игорь Геннадьевич
Игорь Геннадьевич Ефремов (укр. Ігор Генадійович Єфремов; род. 22 августа 1974, Днепропетровск) — советский, украинский и российский футболист, нападающий.

## Биография
Игорь Геннадьевич Ефремов родился 22 августа 1974 года в городе Днепропетровске Днепропетровской области Украинской ССР, ныне город Днепр — административный центр Днепропетровской области Украины.
Учился в школе № 53 города Днепропетровска.
Воспитанник днепропетровского спортинтерната. Окончил Днепропетровский государственный институт физической культуры и спорта.
В 1991 году выступал за дубль местного «Днепра», сыграл 11 матчей (2 гола) в первенстве дублёров. За основной состав клуба сыграл один матч в 1/16 финала Кубка СССР 4 сентября 1991 года против джамбульского «Химика».
В 1992 году перешёл в речицкий «Ведрич», а спустя год — в могилёвский «Днепр». Всего в высшей лиге Белоруссии сыграл 57 матчей и забил один гол. Автором гола стал 31 октября 1992 года в составе «Ведрича» в матче против минского «Динамо» (1:6).
В 1994 году вернулся на Украину, выступал во второй лиге за «Дружбу» (Бердянск) и в первой лиге за «Ворсклу». Летом 1995 года перешёл в «Кремень», в его составе дебютировал в высшей лиге 25 июля 1995 года в матче против винницкой «Нивы», а первый гол забил 22 сентября 1995 года в ворота «Прикарпатья». Всего в высшей лиге Украины сыграл 13 матчей и забил один гол.
С 1996 года в течение пяти сезонов выступал за российский клуб второго дивизиона «Амур-Энергия» (Благовещенск). Затем играл в России за «Кузбасс-Динамо» (Кемерово), «Динамо» (Барнаул) и «Тобол» (Курган). Всего во втором дивизионе России за девять сезонов сыграл 260 матчей и забил 70 голов.
Дальнейшая судьба неизвестна.